# ایستگاه راه‌آهن هیدستون لین
ایستگاه هیدستون لین یک ایستگاه از خط بیکرلو و از خطوط متروی لندن است.که در منطقه هرو ویلد قرار دارد .
چرینگ
1. 1 2 3 4 5 6 7 8 9 10  "Station usage estimates". Rail statistics. Office of Rail Regulation. Please note: Some methodology may vary year on year.